# Štandl
Štandl (lidově také Štandel) (351 m n. m.) je polozalesněný vrch v okrese Frýdek-Místek 1,7 km západně od centra Místku na území obce Sviadnov. Je součástí Příborské pahorkatiny (podcelek Podbeskydské pahorkatiny) v Moravskoslezském kraji. Na vrcholu jsou pozůstatky stejnojmenného hradu, spíše terénního rázu. Západním úbočím prochází žlutá turistická stezka na Olešnou, z ní odbočuje k hradu naučná stezka Okruh Štandl. Ze severní strany je kopec obehnán říčkou Olešnou do které se vlévá bezejmenný potok obtékající kopec ze západu. Na mírnějším jižním svahu leží západní část Místku, místní části Frýdku-Místku.

## Historie osídlení

### Pravěk
Lokalita Štandlu byla osídlena už v pravěku. Archeologické nálezy dokládají kamenné nástroje z pozdního paleolitu (10 000 – 8 000 let př. n. l.). Další osídlení pochází z doby přibližně 750–400 př. n. l. a náleží do tzv. platěnického úseku kulturního komplexu lužických popelnicových polí. Druhá osada z období během 1. stol. př. n. l. patřila patrně lidu púchovské kultury.
Podle záhadologa Arnošta Vašíčka se na Štandlu zřejmě nachází hrob hunského vůdce Attily. Blízko česko-polských hranic byl totiž nalezen hunský pohřební hrnec.

### Středověk
Oblast byla osidlována zejména během 13. století. Velkou zásluhu na tom měl olomoucký biskup Bruno ze Schauenburku, který kolonizoval území mezi Odrou, Ostravicí a Beskydami.
Na vrcholu kopce stálo opevnění (hrad), která strážilo obchodní stezku z Olomouce do Krakova. Hrad byl osídlen vojáky pod vedením Artleba z Deblína, jehož rod ho patrně postavil zřejmě ve druhé polovině 13. století. Zanikl násilně patrně na přelomu 13. a 14. století. Podobné opevnění se nacházelo i na 700 m vzdáleném kopci Lipina ve Staříči.

#### Popis hradu

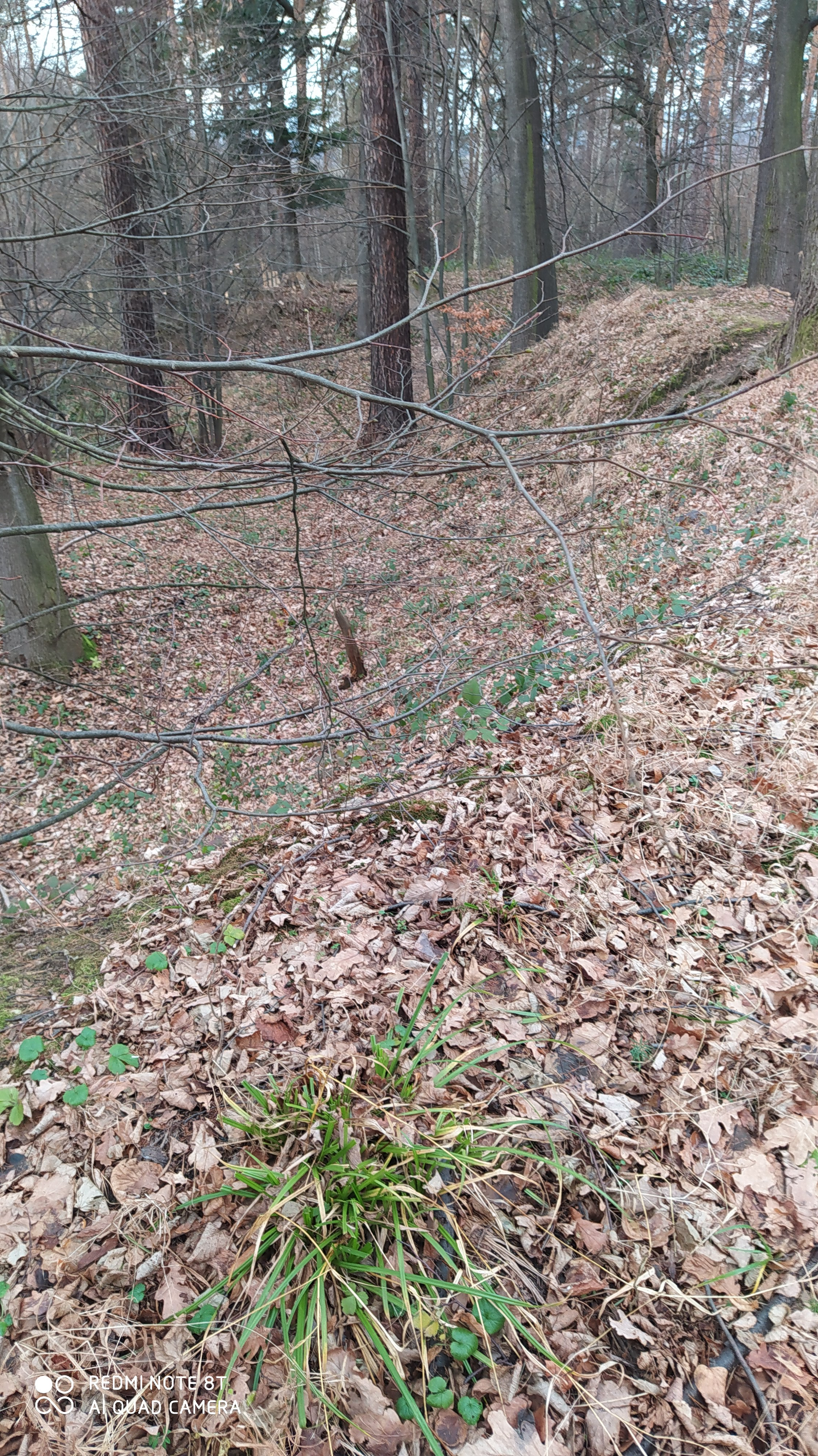
Hrad Štandl – příkop

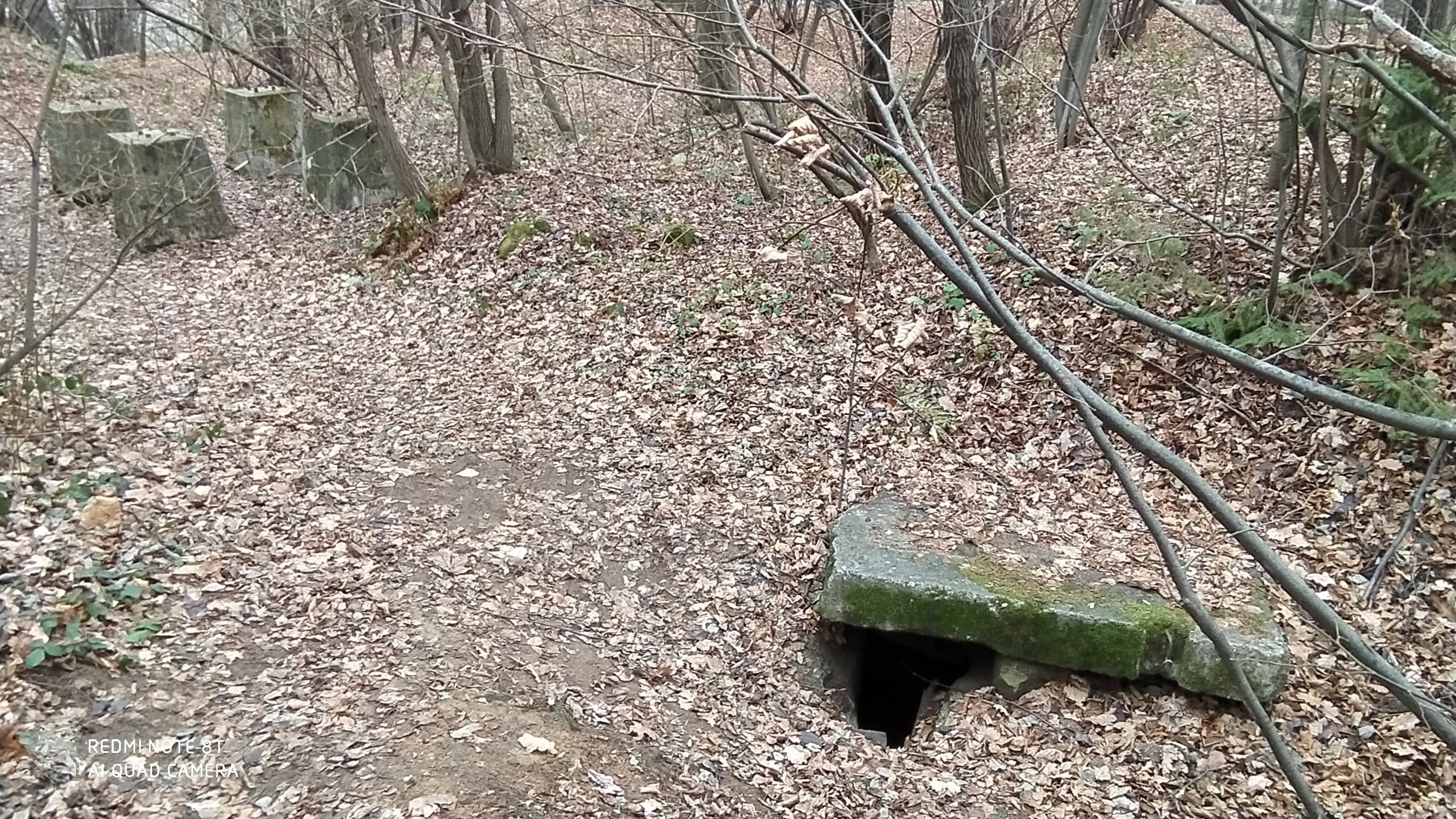
Hrad Štrandl – vchod do podzemní chodby

Hrad byl obehnán hlubokým oválným příkopem a hliněným valem s palisádovým opevněním. Uprostřed byl vchod do podzemní chodby, která prý měla být spojena s frýdeckým hradem. Hlavní budovou na hradě byla dvou až třípatrová dřevěná věž na kamenném základě obdélníkového půdorysu. Muzeum Beskyd, sídlící na frýdeckém zámku zde provádělo několik archeologických vykopávek (nálezy jsou vystaveny v expozici na zámku). Při stavbě retranslačního odražeče v 70. letech 20. století byla poškozena třetina jádra hradu.